# Лэмб, Джереми
Дже́реми Лэмб (англ. Jeremy Lamb; род. 30 мая 1992 года в Норкроссе, штат Джорджия, США) — американский профессиональный баскетболист.

## Ранние годы
Лэмб посещал школу Норкросса, штат Джорджия, где он был капитаном местной баскетбольной команды и за время выступлений набирал около 20 очков и 6 подборов в среднем за игру. Джереми привлёк внимание тренера «Коннектикут Хаскис» Джима Калхуна, который сравнивал его с Ричардом Хэмилтоном и Реджи Льюисом.

## Студенческая карьера

### ЮКонн Хаскис
Во время своего первого сезона в университете Лэмб сыграл в каждой игре команды, набирая 11 очков в среднем за матч. Он был вторым по результативности в команде после Кембы Уокера. В 2011 году увеличил свою результативность до 16,2 очка в среднем за игру. ЮКонн пробился в «Финал четырёх» NCAA, где встретился с «Кентукки», до этой игры Лэмб реализовал 11 из 15 трёхочковых бросков, что является лучшим показателем за всю историю среди игроков, дошедших до «Финала четырёх». В финальном матче «Хаскис» встречались с «Батлером», Джереми набрал 12 очков и 7 подборов, а ЮКонн стал чемпионом NCAA.
2012-й стал годом неудач для Хаскис, они закончили сезон с отрицательными показателями. После окончания чемпионата Лэмб объявил о том, что выставляет свою кандидатуру на драфт НБА.

## Профессиональная карьера

### Оклахома-Сити Тандер (2012—2015)
Лэмб был выбран под общим 12-м номером на драфте НБА 2012 года командой «Хьюстон Рокетс». Перед началом сезона 2012/13 года Джереми был обменян в «Оклахому-Сити Тандер», он был включён в сделку переходу Джеймса Хардена в «Рокетс».
В течение своего дебютного сезона Лэмб несколько раз выступал за команду «Талса Сиксти Сиксерс» в Лиге развития НБА. 4 февраля 2013 года Лэмб был включен в состав команды «Будущие звезды» на Игру всех звезд Лиги развития НБА 2013 года. Однако его заменил Тони Митчелл, поскольку позже Лэмб был отозван «Тандер», а значит, на момент игры не был «активным» игроком в составе Лиги развития НБА.
29 декабря 2013 года Лэмб набрал максимальные в карьере 22 очка в победе над «Хьюстон Рокетс».
14 ноября 2014 года Лэмб сделал свой первый в карьере дабл-дабл, набрав 24 очка и 10 подборов в поражении от «Детройт Пистонс».

### Шарлотт Хорнетс (2015—2019)
25 июня 2015 года Лэмб был обменян в «Шарлотт Хорнетс» на Люка Риднура и выбор второго раунда драфта 2016 года. 2 ноября 2015 года Лэмб подписал с «Хорнетс» трехлетний контракт на сумму 21 миллион долларов. На следующий день Лэмб набрал максимальные в сезоне 20 очков при 9 из 10 точных попаданиях в победе над «Чикаго Буллз». Он превзошел этот показатель 4 января 2016 года, набрав 22 очка в поражении от «Голден Стэйт Уорриорз».
26 ноября 2016 года, восстановившись после травмы подколенного сухожилия, из-за которой он пропустил 10 матчей, Лэмб впервые вышел в стартовом составе «Хорнетс» и провел лучший в карьере матч, набрав 18 очков и сделав 17 подборов в победе над «Нью-Йорк Никс». 28 ноября Лэмб второй раз подряд набрал максимальное количество очков за сезон, набрав 21 очко и девять подборов в игре, выйдя со скамейки запасных в победе над «Мемфис Гриззлис».
20 декабря 2017 года Лэмб набрал максимальные в своей карьере 32 очка, реализовав 11 из 17 бросков, в поражении от «Торонто Рэпторс» со счетом 129-111. Он набрал 19 очков за 15 минут первой половины игры.
Перед началом сезона 2018/19 Лэмб был назначен стартовым атакующим защитником команды. 21 ноября он набрал 21 очко, впервые реализовав пять трехочковых в карьере, в победе над «Индианой Пэйсерс» со счетом 127-109. 26 декабря он набрал 31 очко в проигрыше от «Бруклин Нетс» со счетом 134-132 в двойном овертайме.
24 марта 2019 года Лэмб забил со свой половины площадки трехочковый бросок, который привел «Хорнетс» к победе над «Рэпторс» со счетом 115:114. Этот бросок стал вторым по дальности победным броском в матче за последние 20 сезонов. Менее чем через две недели Лэмб за 3,3 секунды до конца матча с «Рэпторс» забросил еще один победный 3-очковый, который принес «Хорнетс» победу со счетом 113-111.

### Индиана Пэйсерс (2019—2022)
7 июля 2019 года Лэмб подписал с командой «Индиана Пэйсерс» трехлетний контракт на сумму 31,5 млн долларов. 24 февраля 2020 года «Индиана Пэйсерс» объявила, что Лэмб получил разрыв левой передней крестообразной связки, разрыв бокового мениска и перелом бокового мыщелка бедра во время поражения от «Торонто Рэпторс». Эта травма вывела Лэмба из строя до конца сезона 2019/20.

### Сакраменто Кингз (2022—2023)
8 февраля 2022 года Лэмб был обменян вместе с Джастином Холидеем, Домантасом Сабонисом и выбором второго раунда 2023 года в «Сакраменто Кингз» в обмен на Тайриза Халибертона, Бадди Хилда и Тристана Томпсона. Через день Лэмб дебютировал за команду, набрав 14 очков, 6 подборов, 5 передач и 2 блока в победе над «Миннесотой Тимбервулвз».
2 октября 2023 года Лэмб вновь подписал контракт с «Сакраменто», но через неделю был отчислен.

### Стоктон Кингз (2023—2024)
9 ноября 2023 года Лэмб был включен в стартовый состав команды «Стоктон Кингз». 10 марта 2024 года было объявлено, что Лэмб получил травму лодыжки, которая закончила его сезон за «Стоктон».
7 августа 2024 года Лэмб объявил о завершении своей профессиональной карьеры.

## Карьера в национальной сборной
Лэмб принял участие в чемпионате мира 2011 года среди юношей не старше 19 лет, который проходил в Латвии. Несмотря на неудачное выступление сборной, которая заняла 5-е место на чемпионате, Лэмб был включён в символическую пятёрку лучших игроков турнира.

## Статистика

### Статистика в НБА
| Сезон                                                                                    | Команда       | Регулярный сезон | Регулярный сезон | Регулярный сезон | Регулярный сезон | Регулярный сезон | Регулярный сезон | Регулярный сезон | Регулярный сезон | Регулярный сезон | Регулярный сезон | Регулярный сезон | Серия плей-офф | Серия плей-офф | Серия плей-офф | Серия плей-офф | Серия плей-офф | Серия плей-офф | Серия плей-офф | Серия плей-офф | Серия плей-офф | Серия плей-офф | Серия плей-офф |
| Сезон                                                                                    | Команда       | GP               | GS               | MPG              | FG%              | 3P%              | FT%              | RPG              | APG              | SPG              | BPG              | PPG              | GP             | GS             | MPG            | FG%            | 3P%            | FT%            | RPG            | APG            | SPG            | BPG            | PPG            |
| ---------------------------------------------------------------------------------------- | ------------- | ---------------- | ---------------- | ---------------- | ---------------- | ---------------- | ---------------- | ---------------- | ---------------- | ---------------- | ---------------- | ---------------- | -------------- | -------------- | -------------- | -------------- | -------------- | -------------- | -------------- | -------------- | -------------- | -------------- | -------------- |
| 2012/13                                                                                  | Оклахома-Сити | 23               | 0                | 6,4              | 35,3             | 30,0             | 100,0            | 0,8              | 0,2              | 0,1              | 0,1              | 3,1              | Не участвовал  | Не участвовал  | Не участвовал  | Не участвовал  | Не участвовал  | Не участвовал  | Не участвовал  | Не участвовал  | Не участвовал  | Не участвовал  | Не участвовал  |
| 2013/14                                                                                  | Оклахома-Сити | 78               | 0                | 19,7             | 43,2             | 35,6             | 79,7             | 2,4              | 1,5              | 0,7              | 0,3              | 8,5              | 11             | 0              | 9,1            | 40,5           | 14,3           | 100,0          | 1,5            | 0,6            | 0,6            | 0,1            | 3,6            |
| 2014/15                                                                                  | Оклахома-Сити | 47               | 8                | 13,5             | 41,6             | 34,2             | 89,1             | 2,3              | 0,9              | 0,4              | 0,1              | 6,3              | Не участвовал  | Не участвовал  | Не участвовал  | Не участвовал  | Не участвовал  | Не участвовал  | Не участвовал  | Не участвовал  | Не участвовал  | Не участвовал  | Не участвовал  |
| 2015/16                                                                                  | Шарлотт       | 66               | 0                | 18,6             | 45,1             | 30,9             | 72,7             | 3,8              | 1,2              | 0,6              | 0,5              | 8,8              | 3              | 0              | 4,0            | 55,6           | 100,0          | -              | 1,3            | 0,3            | 0,0            | 0,0            | 3,7            |
| 2016/17                                                                                  | Шарлотт       | 62               | 5                | 18,4             | 46,0             | 28,1             | 85,3             | 4,3              | 1,2              | 0,4              | 0,4              | 9,7              | Не участвовал  | Не участвовал  | Не участвовал  | Не участвовал  | Не участвовал  | Не участвовал  | Не участвовал  | Не участвовал  | Не участвовал  | Не участвовал  | Не участвовал  |
| 2017/18                                                                                  | Шарлотт       | 80               | 18               | 24,6             | 45,7             | 37,0             | 86,1             | 4,1              | 2,3              | 0,8              | 0,4              | 12,9             | Не участвовал  | Не участвовал  | Не участвовал  | Не участвовал  | Не участвовал  | Не участвовал  | Не участвовал  | Не участвовал  | Не участвовал  | Не участвовал  | Не участвовал  |
| 2018/19                                                                                  | Шарлотт       | 79               | 55               | 28,5             | 44,0             | 34,8             | 88,8             | 5,5              | 2,2              | 1,1              | 0,4              | 15,3             | Не участвовал  | Не участвовал  | Не участвовал  | Не участвовал  | Не участвовал  | Не участвовал  | Не участвовал  | Не участвовал  | Не участвовал  | Не участвовал  | Не участвовал  |
| 2019/20                                                                                  | Индиана       | 46               | 42               | 28,1             | 45,1             | 33,5             | 83,6             | 4,3              | 2,1              | 1,2              | 0,5              | 12,5             | Не участвовал  | Не участвовал  | Не участвовал  | Не участвовал  | Не участвовал  | Не участвовал  | Не участвовал  | Не участвовал  | Не участвовал  | Не участвовал  | Не участвовал  |
| 2020/21                                                                                  | Индиана       | 36               | 8                | 21,3             | 43,5             | 40,6             | 94,7             | 3,6              | 1,5              | 0,9              | 0,6              | 10,1             | Не участвовал  | Не участвовал  | Не участвовал  | Не участвовал  | Не участвовал  | Не участвовал  | Не участвовал  | Не участвовал  | Не участвовал  | Не участвовал  | Не участвовал  |
| 2021/22                                                                                  | Индиана       | 39               | 0                | 15,7             | 37,3             | 33,3             | 83,8             | 2,4              | 1,3              | 0,6              | 0,4              | 7,1              | Не участвовал  | Не участвовал  | Не участвовал  | Не участвовал  | Не участвовал  | Не участвовал  | Не участвовал  | Не участвовал  | Не участвовал  | Не участвовал  | Не участвовал  |
| 2021/22                                                                                  | Сакраменто    | 17               | 0                | 18,9             | 40,3             | 30,2             | 84,6             | 3,5              | 1,8              | 0,5              | 0,5              | 7,9              | Не участвовал  | Не участвовал  | Не участвовал  | Не участвовал  | Не участвовал  | Не участвовал  | Не участвовал  | Не участвовал  | Не участвовал  | Не участвовал  | Не участвовал  |
|                                                                                          | Всего         | 573              | 136              | 20,8             | 43,9             | 34,2             | 85,7             | 3,6              | 1,6              | 0,7              | 0,4              | 10,1             | 14             | 0              | 8,0            | 43,1           | 20,0           | 100,0          | 1,4            | 0,6            | 0,5            | 0,1            | 3,6            |
| Наведите курсор мыши на аббревиатуры в заголовке таблицы, чтобы прочесть их расшифровку. |               |                  |                  |                  |                  |                  |                  |                  |                  |                  |                  |                  |                |                |                |                |                |                |                |                |                |                |                |

### Статистика в Джи-Лиге
| Сезон                                                                                    | Команда              | Регулярный сезон | Регулярный сезон | Регулярный сезон | Регулярный сезон | Регулярный сезон | Регулярный сезон | Регулярный сезон | Регулярный сезон | Регулярный сезон | Регулярный сезон | Регулярный сезон | Серия плей-офф | Серия плей-офф | Серия плей-офф | Серия плей-офф | Серия плей-офф | Серия плей-офф | Серия плей-офф | Серия плей-офф | Серия плей-офф | Серия плей-офф | Серия плей-офф |
| Сезон                                                                                    | Команда              | GP               | GS               | MPG              | FG%              | 3P%              | FT%              | RPG              | APG              | SPG              | BPG              | PPG              | GP             | GS             | MPG            | FG%            | 3P%            | FT%            | RPG            | APG            | SPG            | BPG            | PPG            |
| ---------------------------------------------------------------------------------------- | -------------------- | ---------------- | ---------------- | ---------------- | ---------------- | ---------------- | ---------------- | ---------------- | ---------------- | ---------------- | ---------------- | ---------------- | -------------- | -------------- | -------------- | -------------- | -------------- | -------------- | -------------- | -------------- | -------------- | -------------- | -------------- |
| 2012/13                                                                                  | Талса Сиксти Сиксерс | 21               | 21               | 32,8             | 49,0             | 35,2             | 88,0             | 5,3              | 3,0              | 1,2              | 0,8              | 21,0             | 4              | 4              | 38,8           | 45,6           | 34,6           | 81,8           | 6,3            | 1,5            | 2,5            | 0,8            | 22,5           |
| 2023/24                                                                                  | Стоктон Кингз        | 17               | 10               | 26,7             | 48,0             | 39,8             | 76,5             | 6,4              | 2,5              | 1,8              | 0,9              | 16,8             | Не участвовал  | Не участвовал  | Не участвовал  | Не участвовал  | Не участвовал  | Не участвовал  | Не участвовал  | Не участвовал  | Не участвовал  | Не участвовал  | Не участвовал  |
|                                                                                          | Всего                | 38               | 31               | 30,1             | 48,6             | 37,5             | 84,4             | 5,8              | 2,8              | 1,5              | 0,9              | 19,1             | Не участвовал  | Не участвовал  | Не участвовал  | Не участвовал  | Не участвовал  | Не участвовал  | Не участвовал  | Не участвовал  | Не участвовал  | Не участвовал  | Не участвовал  |
| Наведите курсор мыши на аббревиатуры в заголовке таблицы, чтобы прочесть их расшифровку. |                      |                  |                  |                  |                  |                  |                  |                  |                  |                  |                  |                  |                |                |                |                |                |                |                |                |                |                |                |

### Статистика в NCAA
| Сезон | Команда     | Conf     | Class | GP | GS | MPG  | FG%  | 3P%  | FT%  | RPG | APG | SPG | BPG | PPG  |
| --- | ----------- | -------- | ----- | -- | -- | ---- | ---- | ---- | ---- | --- | --- | --- | --- | ---- |
| 2010/11 | Коннектикут | Big East | FR    | 41 | 40 | 27,8 | 48,7 | 36,8 | 79,7 | 4,5 | 1,6 | 0,9 | 0,6 | 11,1 |
| 2011/12 | Коннектикут | Big East | SO    | 34 | 34 | 37,2 | 47,8 | 33,6 | 81,0 | 4,9 | 1,7 | 1,2 | 0,6 | 17,7 |
| Всего | Всего       | Всего    | Всего | 75 | 74 | 32,1 | 48,2 | 34,8 | 80,6 | 4,7 | 1,7 | 1,0 | 0,6 | 14,1 |
| Наведите курсор мыши на аббревиатуры в заголовке таблицы, чтобы прочесть их расшифровку Статистика приведена с сайта sports-reference.com |             |          |       |    |    |      |      |      |      |     |     |     |     |      |